# Stein Kuiper
Stein Kuiper (3 maart 1969) is een Nederlandse natuurkundige en atleet. In 1996 werd hij Nederlands kampioen indoor op het onderdeel kogelstoten. Daarnaast werd hij drie keer derde op binnen- of buitenbaan. Hij werd wereldkampioen en vier keer tweede bij de Masters.

## Wetenschap
Als ingenieur is Kuiper een specialist op het gebied van electrowetting. Hij studeerde Natuurkunde aan de Technische Universiteit Eindhoven en promoveerde in 2000 aan de Universiteit Twente op Development and application of microsieves (Ontwikkeling en toepassing van micro-zeven).
Na zijn studies ging Kuiper werken bij Koninklijke Philips. Daar was hij projectleider bij de ontwikkeling van de FluidFocus-lens. Waar traditionele lenzen mechanieken hebben om in- of uit te focussen, gebruikt deze lens een variabele lage spanning om een uit vloeistoffen bestaande lens te vervormen. Hij werkte bij het Amerikaanse bedrijf Optilux aan de toepassing ervan als kleine cameralens voor smartphones en tablets.
Kuiper werkte bij Philips ook aan medische technologie zoals varifocus brillenglazen, adaptieve zonnebrillen, spiegels en 3D displays, en een miniatuur ultrasound scanner. Bij Google X / Verily Life Sciences werkte hij onder meer aan smart contactlenzen en een micropomp gebaseerd op electrowetting. In 2024 had Kuiper volgens zijn Google Scholar-profiel (zie onder) 136 patentaanvragen in de Verenigde Staten op zijn naam.

## Atletiek
Kuiper begon als tienkamper en specialiseerde zich in het discuswerpen en kogelstoten. Op dat laatste onderdeel werd hij Nederlands kampioen indoor in 1996 en won hij drie maal brons op kampioenschappen indoor of in de buitenlucht. In de categorie Masters stootte hij minimaal drie Nederlandse records, die inmiddels door anderen zijn verbeterd. Hij won goud bij het kogelstoten en zilver met discuswerpen, op de wereldkampioenschappen indoor voor Masters in Boedapest, Hongarije. Vier jaar eerder in Kamloops, Canada in 2010, won hij drie maal zilver op de onderdelen kogelstoten, discuswerpen en hoogspringen. Hij kwam onder meer uit voor PSV Eindhoven en Prins Hendrik Vught.

### Erelijst senioren
outdoor
12-7-1998  NK, Groningen, kogel 18,02 m
08-7-2001  NK, Tilburg, kogel 16,50 m
indoor
24-2-1996  NK indoor, Den Haag, kogel 16,89 m
20-2-1999  NK indoor, Den Haag, kogel 17,36 m

### Persoonlijke records
Buitenbaan
| Discipline   | Prestatie | Datum        | Plaats    |
| ------------ | --------- | ------------ | --------- |
| kogelstoten  | 18,02 m   | 12 juli 1998 | Groningen |
| discuswerpen | 51,34 m   | 16 mei 1998  | Hoorn     |

### Erelijst Masters
2010
 WK indoor M40,  Kamloops, kogelstoten, 15,18 m
 WK indoor M40,  Kamloops, discuswerpen, 45,59 m
 WK indoor M40,  Kamloops, hoogspringen, 1,85 m
 NK indoor M40, kogel, 15,26 m
2014
 WK indoor M45, kogel, 14,67 m,  Boedapest
 WK indoor M45, discus, 44,65 m,  Boedapest
Voormalige Nederlandse indoorrecords Masters
M35 kogel 15,41 m te Apeldoorn 1-3-2009
M40 kogel 15,56 m te Apeldoorn 6-2-2010
M45 kogel 14,67 m te  Boedapest 30-3-2014